# Histioea monticola
Histioea monticola är en fjärilsart som beskrevs av Klages 1906. Histioea monticola ingår i släktet Histioea och familjen björnspinnare. Inga underarter finns listade i Catalogue of Life.